# Batrachedra hypachroa
Batrachedra hypachroa là một loài bướm đêm thuộc họ Blastobasidae. Nó được tìm thấy ở Úc.